# Giuseppe Aglio
Giuseppe Aglio, deutsch auch Joseph Aglio (* 25. Juni 1717 in Cremona; † 21. März 1809 ebenda) war ein italienischer Kunsthistoriker.
Aglio wirkte als Notar in seiner Heimatstadt und sammelte Bücher, Münzen sowie Handschriften historischen Wertes. Außerdem sammelte er öffentliche Inschriften in Cremona. In fortgeschrittenem Alter verarmte er und sah sich gezwungen, seine Sammlungen zu verkaufen. Für sein Hauptwerk hat er 30 Jahre lang recherchiert.

## Werk
- Le pitture e le sculture della città di Cremona (1794); Digitalisat bei Google Books